# استخدام شبكات التواصل الاجتماعي من قبل الشركات التجارية
يشمل استخدام الوسائط الاجتماعية من قبل الشركات مجموعة كبيرة من التطبيقات. وعلى الرغم من أن شبكات التواصل الاجتماعي التي يتم الوصول إليها عبر أجهزة كمبيوتر سطح المكتب توفر مجموعة متنوعة من الفرص للشركات في مجموعة واسعة من قطاعات الأعمال، فإن شبكات التواصل الاجتماعي على الهواتف المحمولة، والتي يمكن للمستخدمين الوصول إليها في أي مكان «أثناء الحركة» عبر أجهزة الكمبيوتر اللوحي أو الهواتف الذكية، وتستفيد الشركات بسبب سهولة الوصول إليها من أي مكان وفي أي وقت كان. كذلك يمكن استخدام أدوات الوسائط الاجتماعية على الهواتف المحمولة لأبحاث التسويق، والاتصالات، وعروض / خصومات المبيعات، وتعليم الموظفين / التطوير التنظيمي غير الرسمي، وبرامج تطوير العلاقات / الولاء،  والتجارة الإلكترونية.
- بحوث التسويق: توفر تطبيقات الشبكات الاجتماعية على الهاتف المحمول للشركات بيانات حول حركات المستهلكين غير المتصلين بالإنترنت بمستوى من التفصيل كان يمكن الوصول إليه مسبقًا للشركات عبر الإنترنت فقط. تتيح هذه التطبيقات لأي شركة معرفة الوقت الدقيق الذي يدخل فيه العميل الذي يستخدم الوسائط الاجتماعية في أحد مواقعها، بالإضافة إلى معرفة التعليقات على شبكات التواصل الاجتماعية التي تم إجراؤها أثناء الزيارة.[1]
- الاتصالات: يتخذ التواصل عبر وسائل التواصل الاجتماعي عبر الهاتف المحمول شكلين: من شركة إلى مستهلك (يمكن للشركة أن تنشئ اتصالاً به للمستهلك بناءً على موقعه وتقديم مراجعات حول المواقع القريبة) والمحتوى الذي ينشئه المستخدمون. على سبيل المثال، قدمت ماكدونالدز بطاقات هدايا بقيمة 5 دولارات و 10 دولارات لـ 100 مستخدم تم اختيارهم بشكل عشوائي من بين هؤلاء الذين يقومون بتسجيل الوصول في أحد مطاعمها. زاد هذا العرض الترويجي بنسبة 33٪ (من 2,146 إلى 2865)، مما أدى إلى أكثر من 50 مقالة ونشر مدونة، ودفع مئات الآلاف من الأخبار الإخبارية وتغريدات على تويتر Twitter.[1]
- عروض المبيعات والخصومات: على الرغم من أن العملاء اضطروا إلى استخدام القسائم المطبوعة في الماضي، فإن شبكات التواصل الاجتماعي عبر الهاتف المحمول تسمح للشركات بتخصيص العروض الترويجية لمستخدمين محددين في أوقات محددة. على سبيل المثال، عند إطلاق خدمة كاليفورنيا كانون California-Cancun ، عرضت Virgin America للمستخدمين الذين قاموا بتسجيل الوصول عبر Loopt في واحدة من ثلاث شاحنات تاكو مخصصة في سان فرانسيسكو أو لوس أنجلوس بين الساعة 11 صباحًا و 3 مساءً في 31 أغسطس 2010، سندان التاكو مقابل دولار واحد ورحلتين إلى كانكون أو كابو بسعر واحد.[1] كان هذا العرض الترويجي الخاص متاحًا فقط للأشخاص الذين كانوا في موقع معين في وقت معين.
- برامج تطوير العلاقات والولاء: من أجل زيادة العلاقات طويلة الأجل مع العملاء، يمكن للشركات تطوير برامج الولاء التي تتيح للعملاء الذين يقومون بتسجيل الوصول عبر وسائل التواصل الاجتماعي بانتظام في موقع ما لكسب خصومات أو امتيازات. على سبيل المثال، تكافئ American Eagle Outfitters هؤلاء العملاء بخصم 10٪ أو 15٪ أو 20٪ على إجمالي مشترياتهم.[1]
- يتم تيسير التطوير / التطوير التنظيمي للموظف بشكل غير رسمي بواسطة وسائل التواصل الاجتماعي [2] تقنيات مثل المدونات وصفحات الويكي ومنتديات الويب والشبكات الاجتماعية وغيرها من وسائل التواصل الاجتماعي كأدوات للتعلم المعزز بالتكنولوجيا (TEL)، ويدرك مستخدموها التغيير في الهيكل التنظيمي والثقافة وإدارة المعرفة.[3]
- التجارة الإلكترونية: تعمل مواقع التواصل الاجتماعي بشكل متزايد على تطبيق استراتيجيات ملائمة للتسويق، وإنشاء منصات مفيدة للطرفين، والشركات، والشبكات نفسها في شعبية التجارة الإلكترونية أو إمكانية الوصول إليها، أو عمليات الشراء عبر الإنترنت. المستخدم الذي ينشر تعليقاته حول فوائد منتج أو خدمة شركة ما لأنهم قادرون على مشاركة وجهات نظرهم مع أصدقائهم ومعارفهم عبر الإنترنت. تستفيد الشركة لأنها تحصل على نظرة ثاقبة (إيجابية أو سلبية) حول كيفية عرض المنتج أو الخدمة من قبل المستهلكين. بدأت تطبيقات الوسائط الاجتماعية المتنقلة مثل أمازون وبنترست Amazon.com وPinterest في التأثير على الاتجاه التصاعدي في شعبية التجارة الإلكترونية وسهولة الوصول إليها.[4]

قد تشير شركات التجارة الإلكترونية إلى وسائل التواصل الاجتماعي باعتبارها وسائل إعلام يولدها المستهلك (CGM). والذي يشير لرابط مشترك يعمل من خلال جميع تعريفات وسائل التواصل الاجتماعي وهو مزيج من التكنولوجيا والتفاعل الاجتماعي من أجل المشاركة في إنشاء قيمة للشركة أو المؤسسة التي تستخدمها. يحصل الأشخاص على معلومات قيمة والتعليم والأخبار والبيانات الأخرى من الوسائط الإلكترونية والمطبوعة. تختلف وسائل التواصل الاجتماعي عن وسائل الإعلام الصناعية والتقليدية مثل الصحف والمجلات والتلفزيون والسينما لأنها أدوات تسويقية رخيصة الثمن ويمكن الوصول إليها بشكل كبير. أنها تمكن أي شخص، بما في ذلك الأفراد، من نشر المعلومات أو الوصول إليها بسهولة. تتطلب الوسائط الصناعية عمومًا موارد كبيرة لنشر المعلومات، وفي معظم الحالات تمر المقالات بالعديد من المراجعات قبل نشرها. هذه العملية تضيف إلى التكلفة وسعر السوق الناتج. تم استخدام وسائل التواصل الاجتماعي في الأصل من قبل الأفراد فقط، ولكن الآن يتم استخدامها من قبل كل من الشركات والمؤسسات غير الربحية وكذلك في الحكومة والسياسة.
إحدى الخصائص المشتركة بين كل من وسائل الإعلام الاجتماعية والتقلدية هي القدرة على الوصول إلى جماهير صغيرة أو كبيرة؛ على سبيل المثال، قد لا يصل منشور بعينه أو عرض تلفزيوني إلى لا أحد أو ملايين الأشخاص. بعض الخصائص التي تساعد في وصف الاختلافات بين وسائل الإعلام الاجتماعية والتقليدية هي:
1. الجودة : في النشر القديم (التقليدي) - الذي يتوسط فيه الناشر - يكون النطاق النموذجي للجودة أضيق إلى حد كبير (يتم الانتقال إلى الجانب عالي الجودة) مقارنة بالأسواق المتخصصة غير الوسيطة مثل منشورات الوسائط الاجتماعية التي ينشئها المستخدم. يتمثل التحدي الرئيسي الذي يمثله المحتوى في مواقع التواصل الاجتماعي في حقيقة أن توزيع الجودة له تباين كبير: من العناصر عالية الجودة جدًا إلى المحتوى ذي الجودة المنخفضة، وحتى في بعض الأحيان المحتوى المسيء أو غير المناسب.[6]
2. الوصول : توفر كل من تقنيات وسائل الإعلام التقليدية والاجتماعية نطاقًا وقادرة على الوصول إلى جمهور عالمي. ومع ذلك، تستخدم الوسائط التقليدية عادةً إطارًا مركزيًا للتنظيم والإنتاج والنشر، في حين أن وسائل الإعلام الاجتماعية بطبيعتها أكثر لامركزية وأقل هرمية وتتميز بنقاط إنتاج وفائدة متعددة.
3. التكرار : عدد مرات وصول المستخدمين إلى نوع من الوسائط يوميًا. يقوم مستخدمو الوسائط الاجتماعية بشكل مكثف، مثل الشباب، بالتحقق من حساب الوسائط الاجتماعية الخاص بهم عدة مرات طوال اليوم.
4. إمكانية الوصول : عادة ما تكون وسائل الإنتاج الخاصة بوسائل الإعلام الحكومية أو الشركات (مملوكة ملكية خاصة)؛ أدوات وسائل التواصل الاجتماعي متاحة عمومًا للجمهور بتكلفة قليلة أو بدون تكلفة، أو أنها مدعومة بإيرادات الإعلانات. بينما تتوفر أدوات وسائل التواصل الاجتماعي لأي شخص لديه إمكانية الوصول إلى الإنترنت وجهاز كمبيوتر أو جهاز محمول، بسبب الفجوة الرقمية، تفتقر الشريحة الأكثر فقراً من السكان إلى الوصول إلى الإنترنت والكمبيوتر. قد يحصل الأشخاص ذوو الدخل المنخفض على إمكانية وصول أكبر إلى الوسائط التقليدية (التلفزيون، الراديو، إلخ)، حيث إن تكلفة التلفزيون والهواء أو الراديو غير مكلفة أقل بكثير من تكلفة الكمبيوتر أو الجهاز المحمول. علاوة على ذلك، في العديد من المناطق، يمكن لمالكي التلفزيون أو الراديو الاستماع مجانًا عبر البرامج الجوية؛ يحتاج أصحاب أجهزة الكمبيوتر أو الأجهزة المحمولة إلى الوصول إلى الإنترنت للانتقال إلى مواقع التواصل الاجتماعي.
5. قابلية الاستخدام : يتطلب إنتاج الوسائط التقليدية عادة مهارات متخصصة وتدريبًا طويلا. على سبيل المثال، في السبعينيات من القرن الماضي، لتسجيل أغنية البوب، كان على المغني الطموح أن يستأجر الوقت في استوديو تسجيل مهني باهظ الثمن وأن يستأجر مهندس صوت. على العكس من ذلك، فإن معظم أنشطة وسائل التواصل الاجتماعي، مثل نشر مقطع فيديو عن غناء أغنية ما، تتطلب فقط إعادة تفسير متواضعة للمهارات الحالية (على افتراض أن الشخص يفهم تقنيات الويب 2.0)؛ من الناحية النظرية، يمكن لأي شخص لديه إمكانية الوصول إلى الإنترنت تشغيل وسائل إنتاج الوسائط الاجتماعية ونشر الصور الرقمية أو مقاطع الفيديو أو الرسائل النصية عبر الإنترنت.
6. الآنية : يمكن أن يكون الفاصل الزمني بين الاتصالات التي تنتجها وسائل الإعلام التقلديية طويلًا (أيام أو أسابيع أو حتى أشهر، بحلول الوقت الذي تتم فيه مراجعة المحتوى من قِبل مختلف المحررين ومدققي الحقائق) مقارنةً بالوسائط الاجتماعية (التي يمكن أن تكون فورية تقريبًا استجابات). يمكن النظر إلى فورية الوسائط الاجتماعية على أنها قوة، حيث تتيح للأشخاص العاديين التعبير الفوري عن آرائهم ومعلوماتهم. وفي الوقت نفسه، يمكن أيضًا اعتبار فورية وسائل التواصل الاجتماعي نقطة ضعف، حيث أن الافتقار إلى التحقق من الحقيقة و «انتشار الأخبار الكاذبة» والتي يسهل تداولها بالكثير من الخدع والأخبار المزيفة.
7. الدوام : لا يمكن تغيير الوسائط التقليدية، بمجرد إنشائها، (على سبيل المثال، بمجرد طباعة مقالة في مجلة أو كتاب ورقي، لا يمكن إجراء تغييرات على نفس المقالة في تلك النسخة المطبوعة)، في حين يمكن تغيير منشورات الوسائط الاجتماعية بشكل فوري تقريبًا (ماعدا تويتر حتى الآن)، عندما يقرر المستخدم تعديل مشاركته أو بسبب تعليقات القراء الآخرين.

## فوائد الأداء
هناك أربع قنوات يمكن من خلالها تحويل موارد وسائل التواصل الاجتماعي إلى إمكانات أداء الأعمال:
1. يمثل رأس المال الاجتماعي مدى تأثير الوسائط الاجتماعية على علاقات الشركات والمؤسسات مع المجتمع والدرجة التي يؤدي بها استخدام المنظمات لوسائل التواصل الاجتماعي إلى زيادة قدرات الشركات على الأداء الاجتماعي.
2. تمثل التفضيلات التي تم الكشف عنها المدى الذي تكشف به وسائل الإعلام الاجتماعية عن رغبات العملاء (على سبيل المثال، «الإعجابات» والمتابعين) وزيادة القدرات المالية للشركة (على سبيل المثال، سعر السهم، الإيرادات، الربح)، أو غير الربحية، تزيد من تبرعاتهم، العمل التطوعي معدل، الخ
3. يمثل التسويق الاجتماعي مدى استخدام موارد التسويق الاجتماعي (على سبيل المثال، المحادثات عبر الإنترنت، روابط المشاركة، التواجد عبر الإنترنت، إرسال رسائل نصية) لزيادة القدرات المالية للشركة (على سبيل المثال، المبيعات، اكتساب عملاء جدد) أو أهداف القطاع التطوعي للربح.
4. تتضمن الشبكات الاجتماعية للشركات الروابط غير الرسمية وروابط موظفي الشركة / المؤسسات التنظيمية مع أشخاص آخرين من مجالهم أو صناعتهم، والعملاء، والعملاء، وغيرهم من أفراد الجمهور، والتي تتشكل من خلال الشبكات الاجتماعية. يمكن لشبكات التواصل الاجتماعي للشركات زيادة إمكانات الأداء التشغيلي بعدة طرق، حيث يمكنها تمكين موظفي المبيعات من العثور على عملاء جدد؛ مساعدة موظفي التسويق على التعرف على احتياجات العميل / العميل والطلب عليها، وتعليم الإدارة حول التصورات العامة لاستراتيجيتهم أو نهجهم.
5. التأثير على قرارات المستهلك مع التطور التكنولوجي المتزايد للوسائط الاجتماعية، فقد أثر ذلك على قرار المستهلكين بشراء المنتج أو الخدمة التي تقدمها الشركات. من ناحية أخرى، أصبحت وسائل التواصل الاجتماعي عاملاً مهمًا في زيادة مبيعات العلامات التجارية، سواء كانت كبيرة أو صغيرة، منذ بداية ثورة الإنترنت. هناك الكثير من الأبحاث لإثبات ذلك، بناءً على الإجراءات التي اتخذها المستهلك حتى عام 2017. سيكون هناك العديد من التقارير في بداية عام 2018 لتأكيد الدرجة التي أصبحت وسائل الإعلام الاجتماعية فعالة في شركات التسويق وأهمية التركيز عليها.[8]

هناك أربع أدوات أو أساليب تشارك الخبراء والعملاء والموردين والموظفين في تطوير المنتجات والخدمات باستخدام وسائل التواصل الاجتماعي. يمكن للشركات والمؤسسات الأخرى استخدام هذه الأدوات والأساليب لتحسين قدراتها وأدائها التجاري.
1. إدارة علاقات العملاء (CRM) هي طريقة لإدارة تفاعل الشركة مع العملاء الحاليين والمحتملين في المستقبل الذين يحاولون تحليل البيانات المتعلقة بتاريخ العملاء مع الشركة وتحسين علاقات العمل مع العملاء، مع التركيز بشكل خاص على الاحتفاظ بالعملاء ودفع نمو المبيعات في النهاية . يتمثل أحد الجوانب المهمة في نهج CRM في أنظمة CRM التي تقوم بتجميع البيانات من مجموعة من قنوات الاتصال المختلفة، بما في ذلك موقع الشركة على الويب والهاتف والبريد الإلكتروني والدردشة الحية ومواد التسويق ووسائل التواصل الاجتماعي. من خلال نهج CRM والأنظمة المستخدمة لتسهيل إدارة علاقات العملاء، تتعرف الشركات على المزيد حول شرائح الجمهور المستهدفة وكيفية تلبية احتياجاتهم على أفضل وجه. ومع ذلك، قد يؤدي اعتماد نهج CRM أيضًا في بعض الأحيان إلى المحسوبية داخل جمهور من المستهلكين، مما يؤدي إلى عدم الرضا بين العملاء وهزيمة الغرض من CRM.
2. الابتكار تم تعريفه من قبل مايكل Szycher بأنها «فكرة جديدة، الجهاز، أو طريقة»، أو استخدام أفضل الحلول التي تستوعب احتياجات جديدة أو حل مشاكل جديدة.[10] لإنجاز هذا، هناك حاجة إلى المزيد من المنتجات والعمليات والخدمات والتقنيات ونماذج الأعمال الأكثر فعالية من قبل الأسواق والحكومات والمجتمع.[10] الابتكار شيء أصلي يحدث عبر العملية الهندسية ويمكنه اقتحام السوق ويشبه الاختراع.[10] في الاقتصاد الصناعي، تعمل الابتكارات على تلبية طلب المستهلكين المتزايد.[10]
3. قد لا تكون هناك حاجة إلى التدريب على تقنيات وسائل التواصل الاجتماعي والتكتيكات والقواعد غير المكتوبة من أجل «اللغات اللغوية»، مثل العمال الذين يشعرون بالفعل بالراحة والخبرة في استخدام وسائل التواصل الاجتماعي. ومع ذلك، قد تكون هناك حاجة إلى تدريب رسمي أو غير رسمي للعمال الذين ليسوا على دراية بوسائل التواصل الاجتماعي. تتم إدارة العلامة التجارية ومشاركتها بشكل مختلف على منصات الوسائط الاجتماعية أكثر من أشكال الإعلانات التقليدية مثل الإعلانات التلفزيونية والإذاعية. لإعطاء مثال واحد فقط، مع الإعلانات التقليدية، لا يمكن للعملاء الرد على الإعلان. ومع ذلك، إذا قدمت مؤسسة ما بيانًا خاطئًا أو بيانًا غير صحيح من الناحية السياسية على وسائل التواصل الاجتماعي، يمكن للعملاء والمواطنين العاديين الآخرين نشر التعليقات حول الإعلان على الفور.
4. يمكن أن تحدث إدارة المعرفة في الشركات الصغيرة التقليدية (مثل المقاهي ومحلات بيع الآيس كريم) فقط عن طريق استخدام ذاكرة المالك المالك لعملائه الرئيسيين وتفضيلاتهم وتوقعاتهم المتعلقة بخدمة العملاء. ومع ذلك، مع التحول إلى شركات التجارة الإلكترونية الوطنية أو حتى متعددة الجنسيات التي تعمل عبر الإنترنت، تقوم الشركات بإنشاء المزيد من البيانات حول المعاملات الخاصة بشخص واحد أو حتى فريق لفهم ذاكرتهم. على هذا النحو، تستخدم شركات التجارة الإلكترونية العالمية التي تعود إلى عام 2010 عادةً مجموعة من الأدوات الرقمية لتتبع ورصد وتحليل التدفقات الضخمة للبيانات التي تولدها شركاتها، وهي عملية تسمى «استخراج البيانات».

## رصد وتتبع وتحليل المستهلكين
تستخدم الشركات بشكل متزايد أدوات مراقبة وسائل التواصل الاجتماعي لمراقبة وتتبع وتحليل المحادثات عبر الإنترنت على الويب حول علاماتها التجارية أو منتجاتها أو حول الموضوعات ذات الصلة ذات الاهتمام. قد يكون ذلك مفيدًا في إدارة العلاقات العامة وتتبع الحملات الإعلانية، مما يسمح للشركات بقياس عائد الاستثمار من أجل إنفاق إعلانات وسائل التواصل الاجتماعي، ومراجعة حسابات المنافسين، والمشاركة العامة. تتراوح الأدوات من التطبيقات الأساسية المجانية إلى الأدوات القائمة على الاشتراك والأكثر تعمقًا.
يتيح تتبع وسائل التواصل الاجتماعي أيضًا للشركات الاستجابة السريعة للمشاركات عبر الإنترنت التي تنتقد منتجها أو خدمتها. من خلال الاستجابة السريعة للمشاركات الهامة عبر الإنترنت، ومساعدة المستخدم على حل المخاوف، يساعد هذا الشركة على تقليل الآثار السلبية التي قد تحدثها الشكاوى عبر الإنترنت حول مبيعات الشركة أو مبيعات الخدمة. في الولايات المتحدة، على سبيل المثال، إذا انتقد أحد العملاء معايير النظافة أو الخدمة الخاصة بسلسلة فنادق كبرى على أحد مواقع الويب الخاصة بالوسائط الاجتماعية، فعادة ما يتم تنبيه ممثل الشركة سريعًا إلى هذا المنشور الهام، بحيث يمكن لممثل الشركة الاتصال بالإنترنت والتعبير عن القلق بشأن الخدمة دون المستوى وتقدم للشخص المشتكي قسيمة أو خصم على الشراء التالي، بالإضافة إلى وعد بإحالة مخاوفهم إلى مدير الفندق حتى لا تتكرر المشكلة. تساعد هذه الاستجابة السريعة في إظهار أن الشركة تهتم بعملائها.
يعرّف «إطار عمل قرص العسل» كيفية تركيز خدمات وسائل التواصل الاجتماعي على بعض أو جميع لبنات البناء الوظيفية السبعة. تساعد هذه العناصر الأساسية في شرح احتياجات مشاركة جمهور وسائل الإعلام الاجتماعية. على سبيل المثال، يُعتقد أن مستخدمي LinkedIn يهتمون في الغالب بالهوية والسمعة والعلاقات، في حين أن ميزات YouTube الأساسية هي المشاركة والمحادثات والمجموعات والسمعة. تقوم العديد من الشركات ببناء «حاويات» اجتماعية خاصة بها تحاول ربط اللبنات الوظيفية السبعة حول علاماتها التجارية. هذه مجتمعات خاصة تشرك الأشخاص حول موضوع أكثر ضيقًا، كما هو الحال حول علامة تجارية معينة أو مهنة أو هواية ، بدلاً من حاويات الوسائط الاجتماعية مثل Google+ وFacebook وTwitter . تواجه أقسام العلاقات العامة تحديات كبيرة في التعامل مع المشاعر السلبية الفيروسية الموجهة إلى المنظمات أو الأفراد على منصات التواصل الاجتماعي (يطلق عليها اسم «الشعور العاطفي»)، والتي قد تكون رد فعل على إعلان أو حدث. في مقال نشر في عام 2011،  يصف جون كيتزمان وكريستوفر هيركنز وإيان ب. مكارثي وبرونو سيلفستري علاقة قرص العسل بأنه «يقدم [إطارًا] يحدد وسائل التواصل الاجتماعي باستخدام سبع كتل بناء وظيفية : الهوية المحادثات والمشاركة والحضور والعلاقات والسمعة والمجموعات».

## السلطة الاجتماعية
يصبح التسويق عبر وسائل التواصل الاجتماعي فعالًا من خلال عملية تسمى «بناء سلطة اجتماعية».والذي أصبح أحد المفاهيم الأساسية في وسائل التواصل الاجتماعي حيث أنه لا يمكنك التحكم في رسالتك تمامًا من خلال وسائل التواصل الاجتماعي ، ولكن يمكنك ببساطة البدء في المشاركة في «المحادثة» متوقعًا أن تتمكن من تحقيق تأثير كبير في تلك المحادثة. ومع ذلك ، يجب تنفيذ مشاركة المحادثة هذه بذكاء لأنه على الرغم من مقاومة الأشخاص للتسويق بشكل عام ، إلا أنهم أكثر مقاومة للتسويق المباشر أو العلني من خلال منصات التواصل الاجتماعي. قد يبدو هذا غير بديهي ، لكن هذا هو السبب الرئيسي في أن بناء سلطة اجتماعية ذات مصداقية أمر مهم للغاية. لا يمكن للمسوق عمومًا أن يتوقع من الناس أن يتقبلوا رسالة تسويقية بحد ذاتها. في تقريرأيدلمان ترست باروميتر Edelman Trust Barometer  في عام 2008، أفاد غالبية المشاركين (58٪) بأنهم يثقون في معلومات الشركة أو المنتج التي تأتي من «أشخاص مثلي» على أنها معلومات من شخص يثق بهم. في تقرير الثقة لعام 2010،  تحولت الأغلبية إلى 64 ٪ مفضلين معلوماتهم من خبراء الصناعة والأكاديميين. وفقا لشركة Brent Leary من التكنولوجيا ، «يبدو أن فقدان الثقة هذا ، وما يصاحب ذلك من تحول نحو الخبراء والسلطات ، يتزامن مع ظهور وسائل الإعلام والشبكات الاجتماعية».